# Osterburg (Groothusen)
De Osterburg is een burcht uit de hoge middeleeuwen en ligt in de plaats Groothusen in de Duitse regio Oost-Friesland.
De burcht ligt ten oosten van Osterburg, en is de enige die is overgebleven van de drie burchten die hier ooit stonden.
Het dorp Groothusen werd oorspronkelijk gebouwd op een terp. Het was een belangrijke handelsplaats die oorspronkelijk aan open water lag. De overige burchten zijn vernietigd tijdens een vete met de Hamburgers.
De Osterburg ligt aan een park met diverse beelden in het park.
De burcht is in eigendom van de nazaten van de familie Beninga en is op afspraak te bezichtigen en herbergt een belangrijke verzameling van culturele en kunsthistorische bezienswaardigheden, zoals meubels, wapens, een bibliotheek en een grote collectie van schilderijen van voorouderlijke portretten verspreid over vijf eeuwen.